# Karadya, Nagamangala
Karadya là một làng thuộc tehsil Nagamangala, huyện Mandya, bang Karnataka, Ấn Độ.